# Thranius
Thranius is een kevergeslacht uit de familie van de boktorren (Cerambycidae). De wetenschappelijke naam van het geslacht werd voor het eerst geldig gepubliceerd in 1859 door Pascoe.

## Soorten
Thranius omvat de volgende soorten:
- Thranius ampliaticollis Heller, 1916
- Thranius angustipennis Pascoe, 1869
- Thranius basalis Pascoe, 1869
- Thranius bimaculatus Pascoe, 1859
- Thranius brunneus Pascoe, 1869
- Thranius capucinus Holzschuh, 1993
- Thranius dentatipennis Gressitt, 1954
- Thranius formosanus Schwarzer, 1925
- Thranius fruhstorferi Gressitt, 1954
- Thranius fryanus Gahan, 1906
- Thranius gibbosus Pascoe, 1859
- Thranius granulatus Pic, 1922
- Thranius infernalis Matsushita, 1933
- Thranius irregularis Pic, 1927
- Thranius lanceolatus Gressitt, 1954
- Thranius multinotatus Pic, 1922
- Thranius obliquefasciatus Pu, 1992
- Thranius ornatus Gressitt & Rondon, 1970
- Thranius pallidiventris Gressitt, 1954
- Thranius rufescens (Bates, 1884)
- Thranius simplex Gahan, 1894
- Thranius solomonensis Gressitt, 1954
- Thranius suavellus Holzschuh, 1999
- Thranius sumatrensis Gahan, 1907
- Thranius triplagiatus Gahan, 1906
- Thranius variegatus Bates, 1873